# Ceaulino de Wessex
Ceaulino (em latim: Ceaulinus; em inglês antigo: Ceawlin/Ceaulin; m. c. 593) ou Celino (em latim: Caelinus; em inglês antigo: Celin) foi rei da Saxônia Ocidental de 560 até 592. Pode ter sido filho de Cínrico e neto de Cerdico, a quem a Crônica Anglo-Saxônica represente como líder dos primeiros saxões que chegaram na terra mais tarde conhecida como Wessex. Ceaulino estava ativo durante os últimos anos da expansão anglo-saxã, com pouco do sul da Britânia restando sob controle dos nativos britanos à época de sua morte. Morreu em 593, tendo sido deposto no ano anterior, talvez por seu sucessor Ceol. É registrado em várias fontes como tendo dois filhos, Cuta de Cutuíno, mas as genealogias nas quais essa informação é encontrada são conhecidas por serem incertas.
A cronologia da vida de Ceaulino é muito incerta. A precisão histórica e datação de muitos eventos no final da Crônica Anglo-Saxônica foi posto em discussão, e seu reinado e variadamente durante 7, 17 ou 32 anos.[a] A crônica registra várias batalhas de Ceaulino entre os anos 556 e 592, incluindo o primeiro registro de uma batalha entre diferentes grupos de anglo-saxões, e indica que sob Ceaulino a Saxônia Ocidental adquiriu território significativo, parte do qual seria mais tarde perdido para outros reinos anglo-saxões. Ceaulino é também nomeado como um dos oito bretualdas, um título dado na crônica a oito reis que tinham autoridade sobre o sul da Britânia, embora a extensão do controle de Ceaulino é desconhecida.

## Contexto

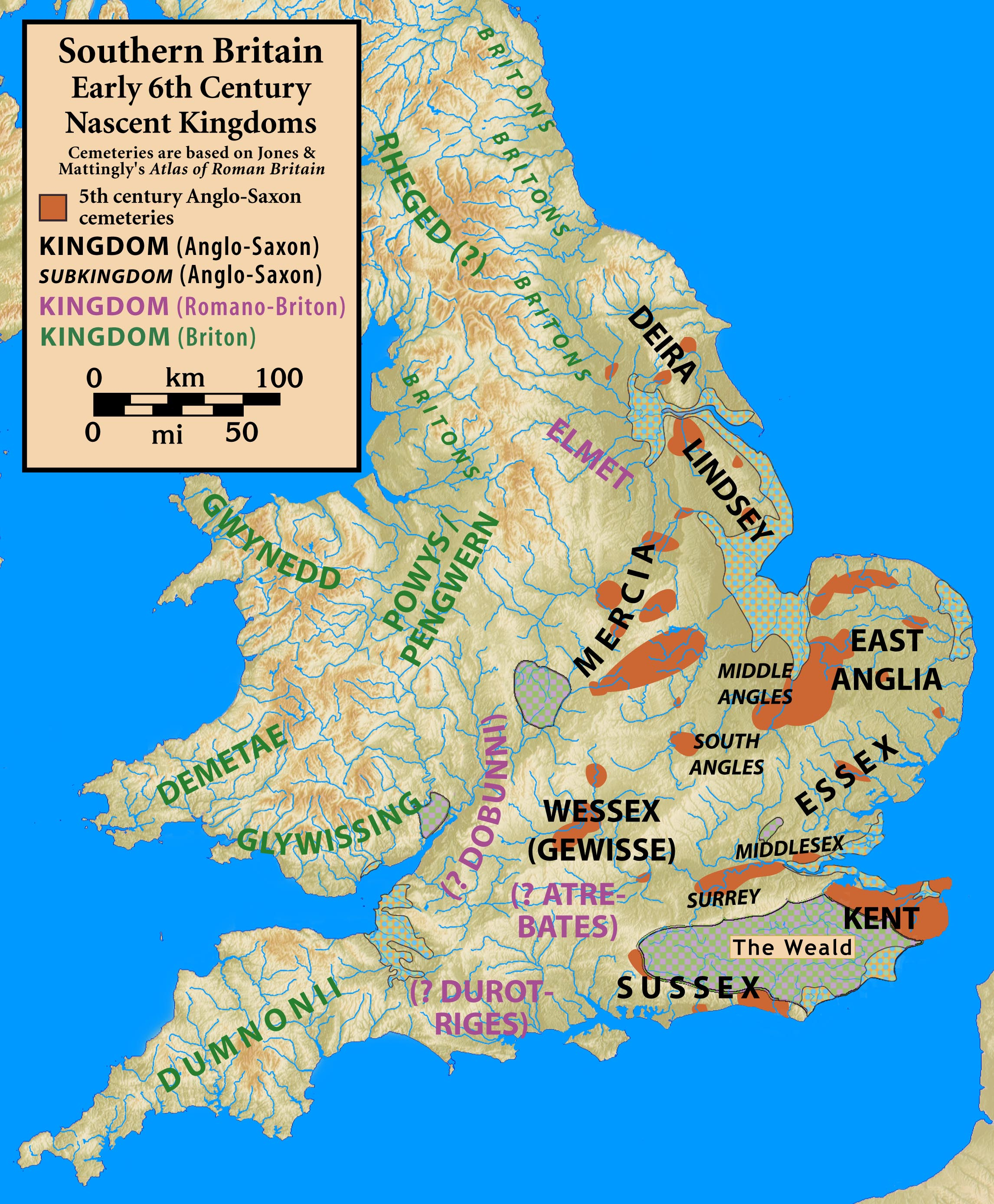
Britânia no início do século VI

A história do período sub-romano na Britânia é parcamente referida e está sujeita importantes desacordos entre historiadores. Ao que parece, contudo, os raides do século V na Britânia por povos continentais transformaram-se em migrações. Os recém-chegados eram anglos, saxões, jutos e frísios. Capturaram territórios no leste e sul da Britânia, mas perto do fim do século V, uma vitória britânica na Batalha do Monte Badonico parou o avanço anglo-saxão por 50 anos. Perto do ano 550, contudo, os britanos voltaram a perder terreno, e dentro de 25 anos, parece que quase todo o sul da ilha estava sob os invasores.
A paz que se seguiu ao Monte Badonico é atestada parcialmente pelo monge Gildas que escreveu a Sobre a Ruína e Conquista da Britânia (De Excidio et Conquestu Britanniae) durante meados do século VI. Esse ensaio é uma polêmica contra corrupção e Gildas fornece poucos nomes e datas. Ele parece afirmar, contudo, que a paz durou do ano de seu nascimento ao tempo que escrevia. A Crônica Anglo-Saxônica é a outra principal fonte que lida com esse período, em particular numa entrada ao ano 827 que registra uma lista de reis que usaram o título de bretualda (governante da Britânia). Aquela lista mostra uma lacuna no começo do século VI que corresponde à versão dos eventos de Gildas.
O reinado de Ceaulino pertence ao período da expansão anglo-saxã no fim do século VI. Embora há muitas perguntas sem resposta sobre a cronologia e atividades dos primeiros governantes saxões ocidentais, é certo que ele era uma das figuras centrais no final da conquista anglo-saxã do sul da Britânia.

### Fontes

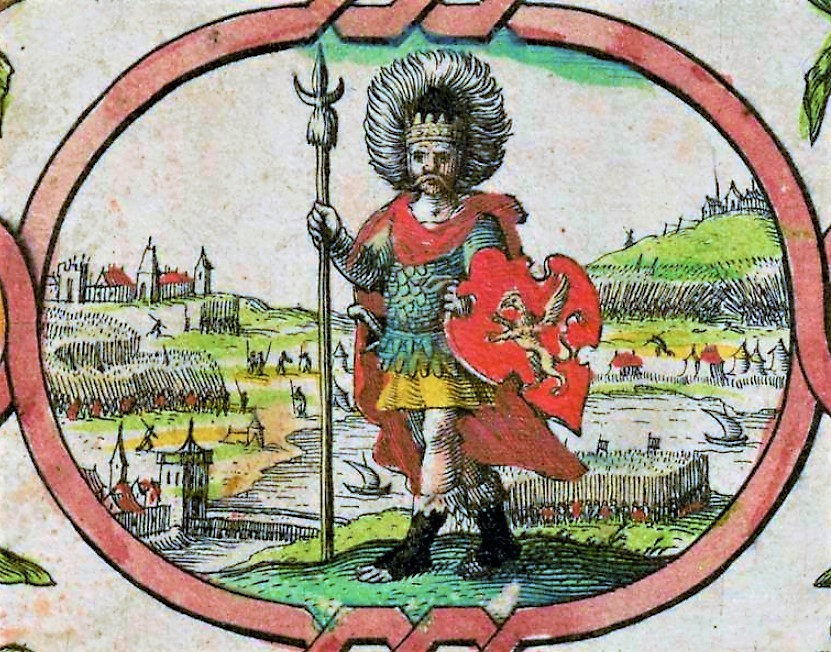
Cerdico em gravura de John Speed (1611)

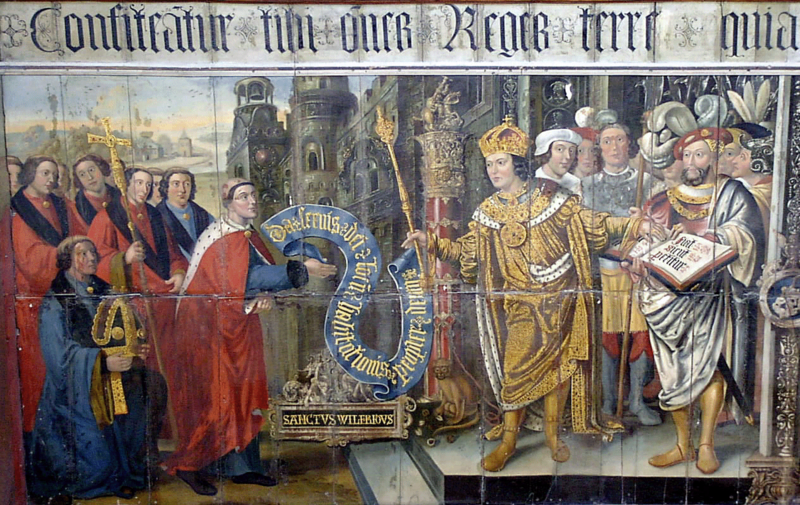
Ceduala e Vilfrido. Painel de Lambert Barnard (século XVI)

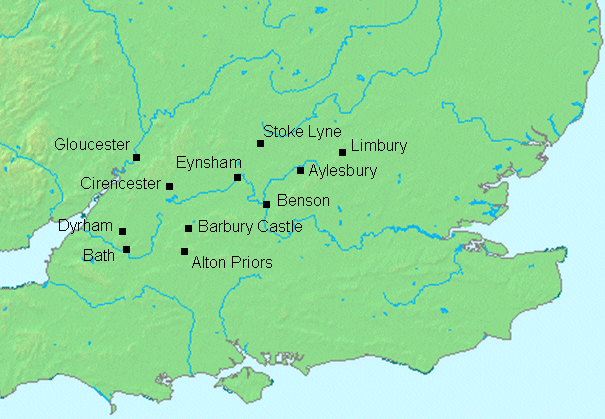
Mapa dos locais mencionados na Crónica anglo-saxônica relacionados com Ceaulino

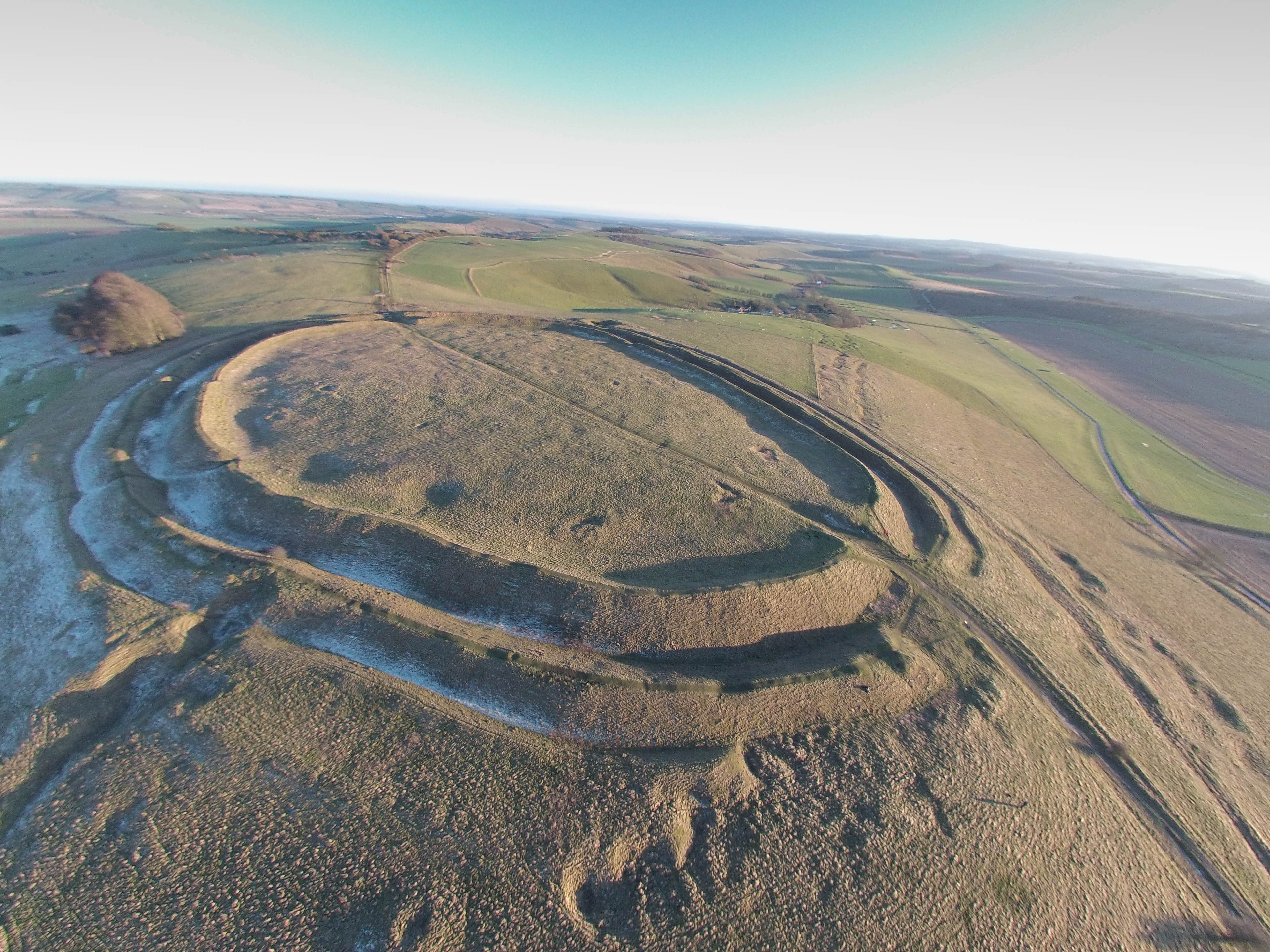
Vista aérea do Castelo de Barbúria, um dos possíveis locais citados na crônica

## Conquista territorial
No seu apogeu, o Reino da Saxônia Ocidental ocupa todo o sudoeste da Inglaterra, mas as primeiras etapas da sua conquista não são evidentes. O desembarque de Cerdico, seja qual for a data, parece ter sido na ilha de Wight, e os anais colocam a data da conquista da ilha em 530. Segundo a crônica, Cerdico morre em 534, e o seu filho Cínrico sucede-lhe; acrescenta que "deram a ilha de Wight aos netos, Estufo e Vitgar". Beda contradiz essa informação: segundo este, a ilha de Wight foi colonizada pelos jutos e não pelos saxões - uma versão que os vestígios arqueológicos parecem confirmar.
Entradas subsequentes na crônica detalham algumas batalhas que permitiram a expansão do reino dos saxões para oeste. As campanhas de Ceaulino não são feitas no litoral: são alargadas ao longo do vale do Tâmisa e para além dele, até ao Súrria a leste e a foz do Sabrina a oeste. Ceaulino teve um papel importante na expansão dos saxões ocidentais, mas a história militar da época é de difícil compreensão.

### 556 - Fortaleza de Bera
A primeira batalha citada travada por Ceaulino ocorreu em 556, quando ele e seu pai lutaram contra os britanos na Fortaleza de Bera (Beran byrg). Essa localidade é hoje identificada com o Castelo de Barbúria, um forte sobre uma colina da Idade do Ferro em Viltônia, perto de Swindon. Cínrico poderia ser o rei da Saxônia Ocidental nessa altura.

### 568 - Monte de Viba
A primeira batalha de Ceaulino como rei é datada na crônica em 568, quando ele e Cuta lutaram com o rei Etelberto de Câncio (r. 589–616). A entrada diz "Aqui Ceaulino e Cuta lutaram contra Etelberto e repeliram-o para Câncio; e mataram dois condes, Oslavo e Cneba, no Monte de Viba." O Monte de Viba (Wibbandun) ainda não foi identificado definitivamente; pensou-se que fosse Wimbledon, mas isso é agora tido como incorreto. Essa batalha é notável como o primeiro conflito registrado entre os povos invasores: as batalhas anteriores da crônica são entre anglo-saxões e os britanos.

### 571 - Bedcanfórdia
O anal de 571 diz: "Aqui Cutulfo lutou contra os britanos em Bedcanfórdia, e tomou quatro assentamentos: Limbúria e Ailesbúria, Benesingtum e Egonexam; e no mesmo ano morreu." A relação de Cutulfo com Ceaulino é desconhecida, mas a aliteração comum das famílias reais anglo-saxãs sugere que Cutulfo pode ser parte da linhagem real saxã ocidental. A localização da batalha em si é indeterminada. Tem sido sugerido que foi Bedfórdia, mas o que se sabe sobre a história antiga dos nomes de Bedfórdia não apoia isso. Essa batalha é de interesse, pois é surpreendente que uma área tão a leste deveria estar em mãos britanas a essa altura: há ampla evidência arqueológica da presença saxã e angla nas Terras Médias, e os historiadores geralmente interpretaram a obra de Gildas como implicando que os britanos perderam controle dessa área desde meados do século VI. Uma explicação possível é que essa anal registra uma reconquista da terra que foi perdida aos britanos nas campanhas que terminaram na Batalha do Monte Badonico.

### 577 - Sabrina Inferior
O anal de 577 diz: "Aqui Cutuíno e Ceaulino lutaram contra os britanos, e eles mataram três reis, Coinmail e Condidano e Farinmail, no lugar que é chamado Diram, e tomaram três cidades, Glócester e Ciricéstria e Batônia." Essa entrada é tudo o que se sabe sobre esses reis britônicos; seus nomes são uma forma arcaica o que indica que esse anal deriva de uma fonte escrita muito mais antiga. A batalha por muito tempo foi vista como momento chave do avanço saxão, pois ao alcançarem o canal de Bristol, os saxões ocidentais cortaram dos britanos a oeste do Sabrina sua comunicação terrestre com aqueles na península ao sul do canal. Wessex quase certamente perdeu esse território para Penda de Mércia em 628, quando a crônica registra que "Cinegilso e Quicelmo lutaram contra Penda em Ciricéstria e chagaram a um acordo.
O Dique de Odim (Wandyke), uma obra de terra defensiva linear da Alta Idade Média corre do sul de Bristol até Merlebrígia e não passa longe de Batônia. Talvez foi construída nos séculos V ou VI, talvez por Ceaulino. Também é possível que quando Ceaulino e Cutuíno tomaram Batônia, encontrara as termas romanas ainda operando de algum modo. Nênio, um historiador do século IX, menciona um "lago quente" na terra dos huícios, que localizava-se ao longo do Sabrina, e adiciona "é cercado por um muro, feito de tijolo e pedra, e homens podem ir lá para se banhar em qualquer momento, e todo homem pode ter o tipo de banho que gosta. Se quer, será um banho frio; e se quer um banho quente, será quente. Beda também descreve banhos quentes na introdução geográficas da História Eclesiástica em termos muito similares aos de Nênio.

### 584 - Fethan leag
A última vitória de Ceaulino registrada ocorreu em 584. A entrada diz: "Aqui Ceaulino e Cuta lutaram contra os britanos num lugar que é chamado Fethan leag, e Cuta foi morto; e Ceaulino tomou muitas cidades e butim incontável, e em fúria voltou para seu próprio [território]." Há uma madeira chamada Fethelée mencionada num documento do século XII que está relacionada com Stoke Lyne, em Oxônia, e agora se sugere que a Batalha de Fethan leag deve ter sido travada nessa área.
A frase "em fúria voltou para seu próprio [território]" provavelmente indica que essa anal foi tirado de uma saga, como talvez são todos os anais antigos da Saxônia Ocidental. Também tem sido usado para argumentar que talvez Ceaulino não venceu a batalha e que a cronista escolheu não registrar o resultado totalmente – um rei geralmente não volta para casa "em fúria" após tomar "muitas cidades e butim incontável". Pode ser que o senhorio de Ceaulino sobre os britanos meridionais pode ter chegado ao fim com essa batalha.

## Bretualda

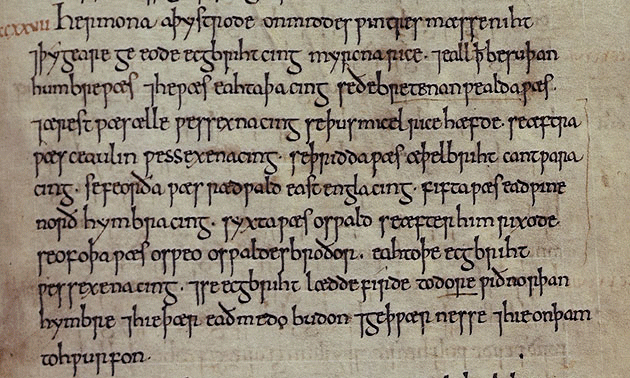
A entrada para 827 no manuscrito [C] da Crônica Anglo-Saxônica, listando os oito bretualdas; o nome de Ceaulino pode ser visto na quinta linha, escrito Ceaulin

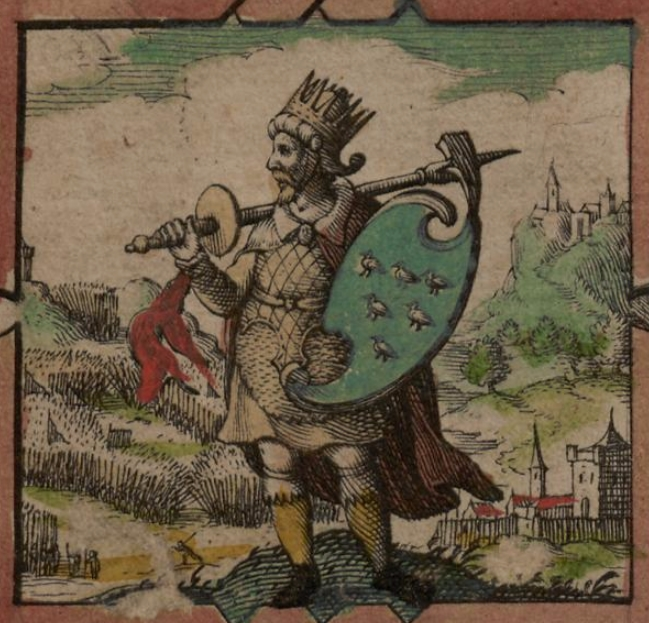
Ela em gravura de John Speed (1611)

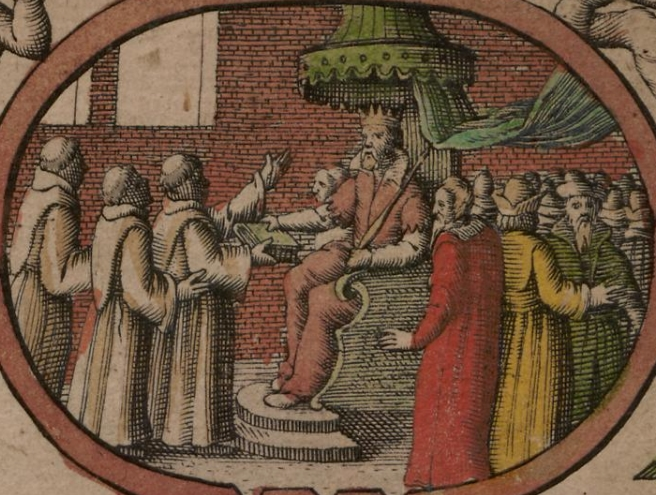
Etelberto em gravura de John Speed (1611)

Cerca de 731, Beda, um monge e cronista da Nortúmbria, escreveu uma obra chamado História Eclesiástica do Povo Inglês. A obra não foi primariamente uma história secular, mas Beda forneceu muita informação sobre a história dos anglo-saxões, incluindo a lista dos sete reis que, diz o autor, detinham imperium sobre outros reinos ao sul do Humber. A tradução usual de imperium é "soberania". Beda nomeia Ceaulino como o segundo na lista, embora chame-o "Celino", e adiciona que foi "conhecido no falar de seu próprio povo como Ceaulino". Beda também deixa claro que Ceaulino não era cristão — menciona um rei posterior, Etelberto de Câncio, como "o primeiro a entrar no reino do céu".
A Crônica Anglo-Saxônica, numa entrada do ano 827, repete a lista de Beda, adiciona Egberto da Saxônia Ocidental, e também cita que eles eram conhecidos como bretualdas (bretualdas) ou "governantes britânicos". Muita atenção foi dada pelos acadêmicos ao significado dessa palavra. Tem sido descrita como um termo "de poesia encomiástica", mas há também evidência de que implicou um papel definido de liderança militar.
Beda diz que esses reis tinham autoridade "ao sul do Humber", mas o alcance do controle, ao menos dos primeiros bretualdas, provavelmente foi menor que isso. No caso de Ceaulino o tamanho do controle é difícil de determinar precisamente, mas a inclusão de seu nome por Beda na lista de reis que detinham imperium, e a lista de batalhas registradas como sendo vitórias, indicam um líder energético e bem sucedido que, de sua sede no vale superior do Tâmisa, dominou boa parte da área circundante e deteve soberania sobre os britanos meridionais por algum tempo. Apesar dos sucessos militares de Ceaulino, as conquistas setentrionais que fez não puderam sempre ser retidas: a Mércia tomou boa parte do vale superior do Tâmisa, e as cidades no nordeste ganhas em 571 estavam entre território subsequentemente sob controle de Câncio e Mércia em diferentes momentos.
O conceito de Beda do poder desses senhores também deve ser reconhecido como produto do seu ponto de vista do século VIII. Quando sua história eclesiástica foi escrita, Etelbaldo da Mércia dominou o sul do Humber, e a visão de Beda dos primeiros reis foi sem dúvida fortemente tendenciado pela situação na Britânia naquele tempo. Para os primeiros bretualdas, tais como Ela e Ceaulino, deve haver algum elemento de anacronismo na descrição de Beda. Também é possível que Beda apenas quis se referir ao poder sobre os reinos anglo-saxões, não sobre os britanos.
Ceaulino é o segundo rei da lista de Beda. Todos os bretualdas subsequentes se seguiram mais ou menos consecutivamente, mas há um longo hiato, talvez de 50 anos, entre Ela, o primeiro bretualda, e Ceaulino. A falta de hiatos entre os senhorios dos bretualdas posteriores foi usado para argumentar que as datas de Ceaulino batem com as entradas posteriores na crônica com precisão razoável. Segundo essa análise, o bretualda seguinte, Etelberto de Câncio, já devia ser um rei dominante pelo tempo que o papa Gregório, o Grande escreveu para ele em 601, pois Gregório não teria escrito para um régulo. Ceaulino derrotou Etelberto em 568, segundo a crônica. As datas de Etelberto são disputadas, mas o consenso recente tem seu reinando começando não antes de 580. A data de 568 à Batalha do Monte de Viba é pensada como improvável devido a afirmação de várias versões da lista real dos saxões ocidentais que o reinado de Ceaulino durou 7 ou 17 anos. Se essa batalha for colocada próximo do ano 590, antes de Etelberto estabelecer-se como um rei poderoso, então os anais subsequentes relatando a derrota e morte de Ceaulino podem estar razoavelmente próximos da data correta. De todo modo, a batalha com Etelberto está improvavelmente situada há mais de alguns anos de 590 em qualquer direção. O hiato entre Ela e Ceaulino, por outro lado, foi tomado como evidência à história narrada por Gildas de uma paz que durou uma geração ou mais após a vitória britônica no Monte Badonico.
Etelberto sucedeu Ceaulino na lista de bretualdas, mas os reinados podem se sobrepor um pouco: avaliações recentes dão a Ceaulino um reinado provável de 581-588, e colocam a ascensão de Etelberto próximo do ano 589, mas essas análises são nada mais do que sugestões. A queda de Ceaulino em 592, provavelmente causada por Ceol, pode ter sido a ocasião para Etelberto ascender à proeminência; ele muito provavelmente era o rei anglo-saxão dominante em 597. A ascensão de Etelberto pode ter ocorrido mais cedo: o anal de 584, mesmo se entendido como vitória, é a última vitória de Ceaulino na crônica, e o período após isso pode ter sido da ascensão de Etelberto e declínio de Ceaulino.

## Wessex à morte de Ceaulino
Ceaulino perdeu o trono da Saxônia Ocidental em 592. A anal para aquela ano diz, em parte: "Aqui houve um grande massacre em Túmulo de Odim, e Ceaulino foi repelido." Túmulo de Odim é um mamoa, agora chamado Cova de Adão, em Alton, Viltônia. Nenhum detalho de seu oponente é dado. O cronista medieval Guilherme de Malmesbúria, escrevendo cerca de 1120, diz que eram os "anglos e britanos conspirando juntos". Alternativamente, pode ter sido Ceol, que se pensa ter sido o rei seguinte em Wessex, governando por seis anos segundo a lista real. Segundo a crônica, Ceaulino morreu no ano seguinte. A parte relevante do anal diz: "Aqui Ceaulino e Quicelmo e Crida pereceram." Nada mais se sabe de Quicelmo e Crida, embora podem ter sido membros da casa real – seus nomes se encaixam na aliteração padrão comum das casas reais do período.
Segundo a lista real, Ceol foi filho de Cuta, que era filho de Cínrico; e Ceolvulfo, seu irmão, reinou por 17 anos depois dele. Talvez alguma fragmentação do controle entre os saxões ocidentais ocorreu com a morte de Ceaulino: Ceol e Ceolvulfo podiam estar centrados em Viltônia, em oposição ao vale do Tâmisa. Essa cisão também pode ter ajudado na ascensão de Etelberto no sul da Britânia. Os saxões ocidentais permaneceram influentes em termos militares, porém: a crônica e Beda registram contínua atividade militar contra Essex e Sussex dentro do 20 ou 30 anos após a morte de Ceaulino.